# Natalja Makiejewa
Natalja Aleksandrowna Makiejewa (ros. Наталья Александровна Макеева, ur. 21 kwietnia 1979 w Chimkach) – rosyjska szablistka, dwukrotna medalistka mistrzostw świata.
W 1999 roku zdobyła brązowy medal indywidualnie na mistrzostwach świata juniorów w Dijon.
Podczas mistrzostw świata w Nîmes w 2001 roku Rosjanki w składzie: Jelena Nieczajewa, Natalja Makiejewa, Irina Bażenowa i Jelizawieta Gorst zdobyły złoty medal w zawodach drużynowych. W tej samej konkurencji zdobyła również złoto na mistrzostwach świata w Lizbonie rok później. Była też między innymi czwarta drużynowo i ósma indywidualnie na mistrzostwach świata w Seulu w 1999 roku.
Zdobyła brązowy medal indywidualnie na mistrzostwach Europy w Bolzano w 1999 roku. Następnie zdobywała złote medale drużynowo na mistrzostwach Europy w Funchal w 2000 roku, mistrzostwach Europy w Moskwie w 2002 roku i mistrzostwach Europy w Bourges w 2003 roku. Na ME 2003 zdobyła również srebrny medal w turnieju indywidualnym.
Nigdy nie wzięła udziału w igrzyskach olimpijskich.